# Parnassius acdestis
Parnassius acdestis là một loài bướm ngày ở vùng núi cao, được tìm thấy ở Ấn Độ. Loài này thuộc chi Parnassius, trong họ Papilionidae).

## Dải phân bố
Kirghistan, Nepal, miền bắc India (Jammu & Kashmir, Sikkim), miền tây Trung Quốc, Sinkiang và Szechwan.

## Hiện trang
Loài địa phương, rất hiếm, không bị đe dọa.

## Hình ảnh

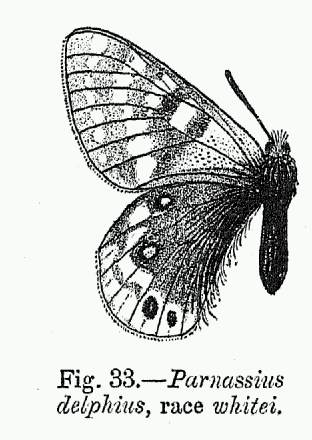
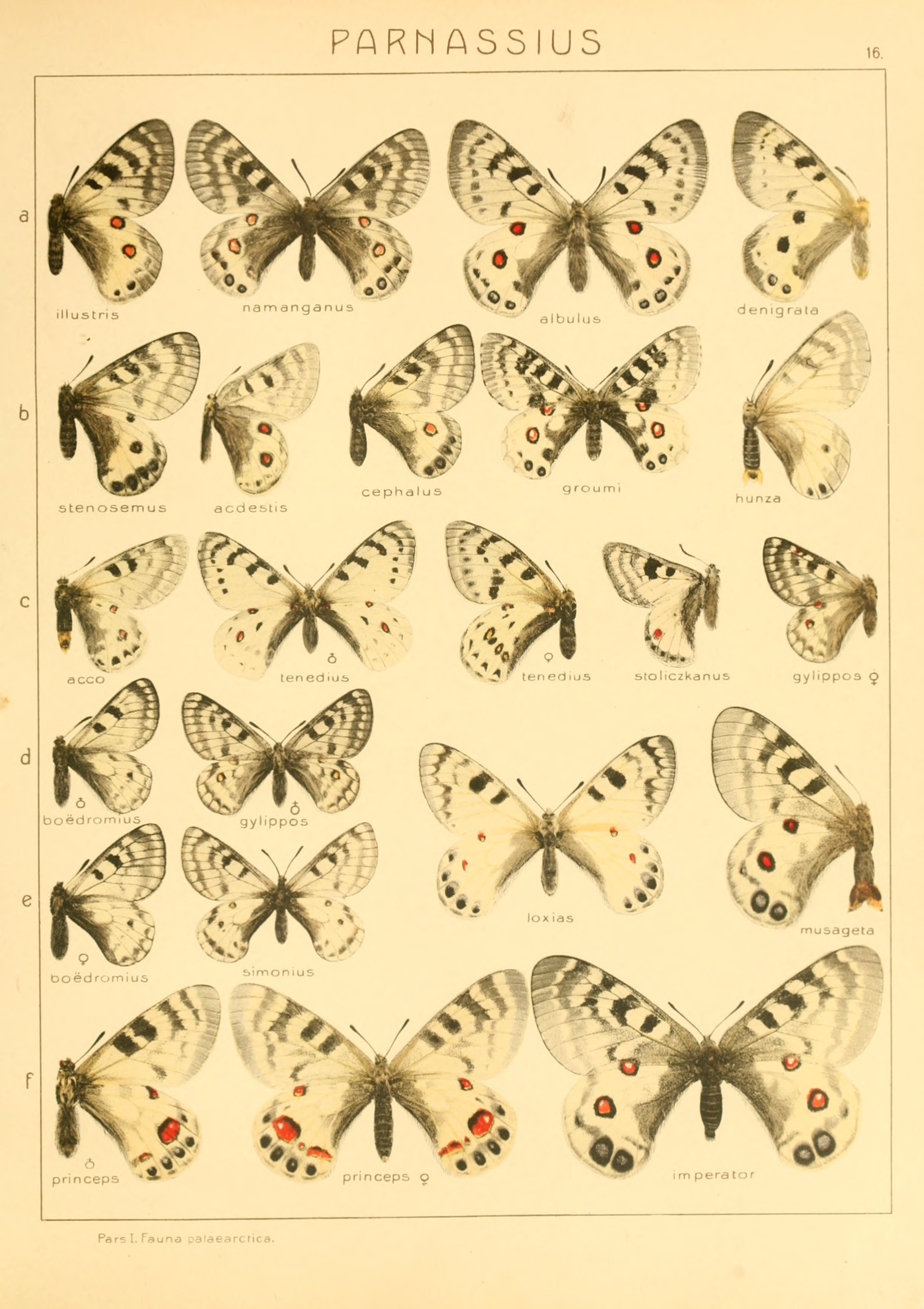
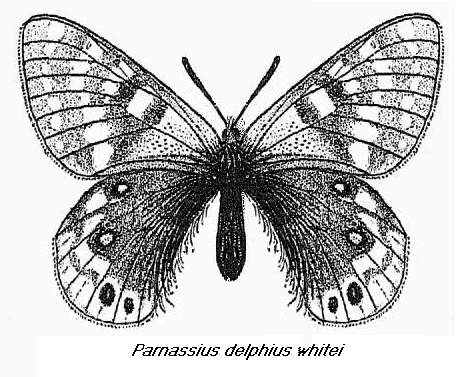